# Warren Burger
Warren Earl Burger, född 17 september 1907 i Saint Paul, Minnesota, död 25 juni 1995 i Washington, D.C., var en amerikansk jurist. Han var chefsdomare i USA:s högsta domstol 1969–1986.

## Härkomst och uppväxt 1907–1948
Burger föddes i Saint Paul som son till schweizisk-tyska ättlingar. Han gick i skola i närheten av Saint Paul. Under uppväxten träffade han sin blivande domarkollega i högsta domstolen, Harry Blackmun. De två blev goda vänner men gled ideologiskt ifrån varandra under tiden i högsta domstolen. Burger studerade juridik vid Saint Paul College of Law (numera William Mitchell College of Law) och tog sin juristexamen 1931. Han praktiserade vid en advokatfirma som han senare blev delägare i.

## Karriär inom det republikanska partiet och justitiedepartementet, 1948–1956
Burger intresserade sig för politik och blev en tung politisk spelare i Minnesotas republikanska parti. 1948 stödde han Minnesotaguvernören och den blivande "fredsministern" Harold Stassen, som hyllades som "det republikanska partiets underpojke", som det republikanska partiets presidentkandidat. 1952 såg Burger till att Minnesotadelegationen vid det republikanska partiets nationalkonvent i Chicago stödde Dwight D. Eisenhower som partiets presidentkandidat. I ett brev till den republikanske vicepresidentkandidaten Richard Nixon angående kampanjfondskrisen sade Burger och hans fru; dina vänner i Minnesota har fullt förtroende i din personliga och politiska integritet. Vi ser fram till ditt tal i natt. Var vänlig meddela om det är något vi kan göra. 1953 utsågs han till biträdande justitieminister som han var till 1956.

## Appellationsdomstolen i Washington, 1956–1969
Han utsågs till domare vid den federala appellationsdomstolen i Washington, D.C. och satt där till 1969 då han blev chefsdomare vid USA:s högsta domstol. Under sin tid vid appellationsdomstolen var han en kritiker av Warrendomstolen, i synnerhet av dess ledare Earl Warren. I ett tal 1967 vid Ripon College i Wisconsin prisade han de effektiva rättsväsendena i länder som Sverige, Norge och Danmark.
I talet sade han följande; Jag antar att ingen kan argumentera emot mig när jag säger att dessa nordeuropeiska länder är lika upplysta som Förenta Staterna i värdesättandet av individen och den mänskliga värdigheten. Dessa länder uppfattar det inte viktigt att nyttja en sådan sak som det femte författningstillägget under vilket en anklagad person inte är tvingad att vittna. De går snabbt, effektivt och direkt till frågan om en anklagade är skyldig. Ingen nation går till sådana ytterligheter för att ta sådana säkerhetsgarantier som vi gör när en anklagad person är kallad inför rättsskranket och till hans fall är avklarat.
I 1968 års presidentvalskampanj fick detta presidentkandidaten Richard Nixons uppmärksamhet som tog fasta vid det och lade Warren Burger på minnet.

## Burgerdomstolen, 1969–1986
Under 1968 hade den dåvarande chefsdomaren Earl Warren (utsedd av Eisenhower) beslutat sig för att avgå på grund av fruktan av att Nixon skulle vinna presidentvalet och därmed utse sin egen kandidat till chefsdomare. President Lyndon B. Johnson nominerade domaren Abe Fortas
(utsedd av Johnson) men Fortas motsattes av senatorer som ansåg att Fortas var alltför allierad med Johnson och hade alltför tvivelaktiga ekonomiska transaktioner. Fortas drog sig därför tillbaka och Johnson utsåg inte någon annan efterträdare. Warren beslöt sig i juni 1969 att dra sig tillbaka från vidare karriär inom högsta domstolen.
President Nixon som inte bara hade valkampanjat mot demokraterna och Johnsonadministrationens oförmåga att få ett slut på Vietnamkriget hade också kritiserat Warrendomstolens i Nixons tycke alltför breda "juridiska aktivism" och ville därför utse någon som var motsatsen till Earl Warren.
Efter att bland annat sonderat med förre justitieministern Herbert Brownell, förre presidentkandidaten Thomas Dewey och domaren Potter Stewart beslöt sig Nixon att utse Warren Burger till chefsdomare.
Han godkändes i senaten med röstsiffrorna med 74 ja-röster, 3 nej-röster och 22 inte röstande. Bland dem som röstade för var demokraternas presidentkandidat 1972 George McGovern och Edward "Ted" Kennedy (Kennedy röstade nej till Burgers två efterträdare, William Rehnquist och John Roberts). Bland de som röstade nej fanns Eugene McCarthy som hade spolierat president Johnsons återval 1968. Bland dem som inte röstade fanns republikanernas presidentkandidat 1964, Barry Goldwater.
Under sin tid på domstolen kom Burgerdomstolen med domslut som godtog skolbussning som vapen mot rassegregation samt ett som upphävde dödsstraffet (Burgerdomstolen gick senare mot detta domslut) och som legaliserade abort. Ett av hans mest uppmärksammade domslut var det som uppmanade president Nixon att lämna ut memorandum och band som kunde bringa upp oklarheter i Watergatehärvan. President Nixon avgick senare från sitt ämbete på grund av detta domslut.
Han förestavade presidenteden för Richard Nixon (1973), Gerald Ford (1974), Jimmy Carter (1977) och Ronald Reagan (1981 och 1985).
Under sin tid som chefsdomare var Burger en stark förespråkare för en mer effektiv administration av det federala rättsväsendet. Han var 1974 delaktig i att instifta Supreme Court Historical Society som värnare av Högsta domstolens historiska traditioner. År 1981 såg han Sandra Day O'Connor bli ledamot av högsta domstolen, den första kvinnan i denna institution.
1986 meddelande Burger sin avgång från domstolen på grund av sitt ordförandeskap i kommissionen för tvåhundraårsfirandet av USA:s konstitution. President Ronald Reagan utsåg Burgers domarkollega William Rehnquist till ny chefsdomare vilket godkändes av senaten.
Burger fortsatte sin juridiska karriär och blev belönad av president Reagan med Frihetsmedaljen 1988.
Hans fru, Elvera Stromberg, som han hade gift sig med 1933, dog i maj 1994. Burger själv dog 1995.

## Potentiell politisk karriär
Richard Nixons memoarer påstår, sanningsenligt eller ej, att president Nixon ville att Burger skulle ställa upp i presidentvalet 1972 om de politiska återverkningarna av Kambodjainvasionen i april 1970 var alltför negativa för Nixon att genomleva. Memoarerna påstår också att Burger var påtänkt som vicepresidentkandidat både 1971 och 1973.